# Raimond Mairose
Raimond Mairose (Millau, data desconhecida – Roma, 21 de outubro de 1427) foi um cardeal francês da Igreja Católica, que foi bispo de Castres e de Saint-Papoul.

## Biografia
Doutorou-se em direito, foi cônego do capítulo da catedral metropolitana de Toulouse e arquidiácono de Lézat naquela arquidiocese, além de notário apostólico.
Foi eleito bispo de Saint-Papoul em 25 de julho de 1423, mas não há informações sobre sua ordenação episcopal. Foi transferido para a Diocese de Castres em 14 de janeiro de 1426, mantendo a Sé de Saint-Papoul.
Foi criado cardeal pelo Papa Martinho V no Consistório em 24 de maio de 1426, recebendo o título de cardeal-presbítero de Santa Praxedes em 27 de maio e o Papa terminou as cerimônias de sua investidura ao cardinalato em 4 de novembro de 1426.
Morreu em 21 de outubro de 1427, em Roma.